# Elberta (Alabama)
Elberta es un pueblo ubicado en el condado de Baldwin en el estado estadounidense de Alabama. En el censo de 2000, su población era de 552. 

## Demografía
En el 2000 la renta per cápita promedia del hogar era de $ 22.375$ , y el ingreso promedio para una familia era de 28.125$. El ingreso per cápita para la localidad era de 12.942$. Los hombres tenían un ingreso per cápita de 28.500$ contra 20.833$ para las mujeres.

## Geografía
Elberta está situado en 30°24′49″N 87°35′57″O / 30.41361, -87.59917 (30.413640, -87.599352).
Según la Oficina del Censo de los EE. UU., la ciudad tiene un área total de 0.75 millas cuadradas (1.94 km ²).